# Data.gouv.fr
data.gouv.fr est une plateforme de diffusion de données publiques (« open data ») de l'État français. data.gouv.fr est développé par Etalab, une mission placée sous l'autorité du Premier ministre.

## Historique
La première version du site data.gouv.fr a été lancée le 5 décembre 2011 par le Premier ministre François Fillon. Cette première version est développée par l'entreprise Logica.
En décembre 2013, Etalab lance une deuxième version du site. Le nouveau site est développé en interne, s'appuie sur le logiciel libre Comprehensive Knowledge Archive Network (CKAN) développé par l'Open Knowledge Foundation et ouvert aux contributions de la communauté. Chaque citoyen ou chaque association peut publier des jeux de données, des réutilisations (application, service web, analyse statistique, article de presse, etc.) et des ressources.
Depuis 2014, le moteur du site data.gouv.fr s'appuie sur le développement spécifique d'un logiciel dénommé udata.

## Code source
Le code source du logiciel uData est publié sur Github et mis à disposition sous licence GNU Affero General Public License. 
Le code source est notamment réutilisé par le Luxembourg pour sa plateforme open data.

## Licence

### Licence ouverte
Cette licence libre spécifique, créée par Etalab, est destinée à être utilisée notamment sur data.gouv.fr.